# 克里斯皮亚诺
克里斯皮亚诺（義大利語：Crispiano），是意大利塔兰托省的一个市镇。总面积111平方公里，人口13621人，人口密度122.7人/平方公里（2009年）。ISTAT代码为073004。